# Кафр-эш-Шейх (мухафаза)
Кафр-эш-Шейх (араб. كفر الشيخ‎) — мухафаза в Арабской Республике Египет. Административный центр — город Кафр-эш-Шейх. Расположена на севере страны, в северной части дельты Нила, к западу от мухафазы Дакахлия, к востоку от мухафазы Бухейра и к северу от мухафазы Гарбия. С севера омывается Средиземным морем, протяженность побережья которого составляет 100 км.

## Название
Своим названием как мухафаза, так и город Кафр-эш-Шейх обязаны магрибинскому (марокканскому) шейху Талха Аби Саид Аль-Талмасани, который приехал сюда в 1204 году и был похоронен в мавзолее в городе Кафр-эш-Шейх.

## Административное деление
Мухафаза состоит из 10 административных центров (районов), 10 городов и 44 сельских местных общин, к которым относятся 162 деревни и 1625 мелких поселений. Важнейшие центры и города мухафазы:
- Кафр-эш-Шейх
- Эль-Хамуль
- Бияла
- Келлин
- Матубас
- Дисук
- Балтим
- Сиди-Салим
- Эр-Рияд
- Фувва

## Промышленность
В мухафазе имеется две промышленных зоны:
- 1-я промышленная зона в Балтиме — всего 49 предприятий, ещё 20 строится (электричество, телекоммуникации и др.).
- 2-я промышленная зона в Матубасе — планируется создать 523 предприятия с общей численностью до 40 000 рабочих мест. Уже идёт строительство 25 предприятий по различным отраслям промышленности.

Помимо этого, имеются многочисленные предприятия пищевой промышленности, заводы по переработке хлопка. Рыболовные хозяйства.

## Сельское хозяйство
- Обрабатываемые земли — 238 489 га
- Земли, пригодные к мелиорации — 20 643 га
- Сельхозпредприятия (сельхозкооперативы, мелиорация земель, многопрофильные, специализированные) — 353

Важнейшие сельскохозяйственные культуры: рис (30 % от общего производства в Египте), хлопок, свёкла, пшеница.

## Полезные ископаемые
Важнейшие полезные ископаемые: хлорид натрия (соляной завод в Балтиме) и природный газ (газовые скважины в деревне Рус-эль-Фарх).

## Здравоохранение
Количество медицинских учреждений (общие, центральные, специализированные, поликлиники, медицинское страхование) — 37, помимо этого имеется 256 центров планирования семьи и роддомов. Работает 787 врачей и 1373 санитаров.

## Образование
В Кафр-эш-Шейхе имеется ряд колледжей. Недавно был открыт самостоятельный Университет Кафр-эш-Шейха, действуют следующие факультеты: Факультет коммерции, Факультет инжиниринга, Сельскохозяйственный факультет, Ветеринарный факультет, Факультет искусств.

## Работа с молодёжью и спорт
В провинции работает 262 молодёжных центра и 29 спортивных клубов.

## Средства массовой информации
В мухафазе имеется свой ТВ канал — Шестой канал. Выпускается газета Кафр-эль-Шейх.